# Petrolisthes masakii
Petrolisthes masakii is een tienpotigensoort uit de familie van de Porcellanidae. De wetenschappelijke naam van de soort is voor het eerst geldig gepubliceerd in 1943 door Miyake.